# Regno di Saba
Il Regno di Saba (o Shebá: in arabo مملكة سبأ , in ebraico שבא) è menzionato nell'Antico Testamento e nel Corano come un regno molto ricco, conosciuto attraverso Makeda/Bilquis, la celebre regina di Saba che avrebbe visitato il re Salomone. La reale estensione del regno è sconosciuta e non sempre è facile separare il mito dalla storia. Le ipotesi più probabili sulla sua ubicazione indicano che si situava nel sud della penisola arabica (attuale Yemen), oppure nel Corno d'Africa (attuale Somalia) e infine altri che abbracciasse all'epoca entrambe le zone. È anche possibile che sia stato confuso con il Regno di Axum, la cui capitale era nell'attuale Etiopia e che fu altresì a quell'epoca molto prospero. I suoi abitanti furono i Sabei (Yemen), da non confondere con la corrente religiosa del sabeismo.

## Storia
Il tempio più antico della penisola arabica, detto palazzo della regina di Saba, si trova in Ma'rib, nel sud dell'attuale Yemen. Questa città si ritiene fosse la capitale del regno, situata in una posizione strategica per il commercio, tanto in Asia come in Africa, compreso il caffè della regione etiope di Kefa o l'incenso che proviene esclusivamente dal Corno d'Africa. Il primo regno dello Yemen sarebbe stato il regno sabeo, con capitale Ma'rib, a partire dal 1500 a.C.
L'episodio biblico della visita della regina di Saba a Gerusalemme per vedere il re Salomone sarebbe avvenuto verso il 1000 a.C. e suggerirebbe la potenza di tale regno a tale data, nonché la presenza in Saba di una società matriarcale, in cui il potere politico era passato ai discendenti monarchici per via femminile. Probabilmente, la popolazione di Saba fu una mescolanza di popoli africani, come gli Etiopi, e arabi, come gli Yemeniti, anche perché in Africa orientale è attualmente possibile incontrare molti gruppi etnici con tradizione matriarcale, cosa che è invece poco diffusa tra le popolazioni arabiche. Anche nella Bibbia il nome Saba è associato all'Etiopia, come anche i prodotti da essa commerciati appaiono di provenienza africana, pertanto è possibile che a quell'epoca regnasse a Ma'rib una dinastia etiope. Secondo il testo sacro medievale della tradizione etiope, il Kebra Nagast, il libro della 'Gloria dei Re', dall'incontro tra Salomone e la regina di Saba nacque Menelik, il primo degli imperatori etiopici. Diventato adulto, Menelik avrebbe reso visita a suo padre ed avrebbe portato in Etiopia l'Arca dell'Alleanza con il favore di Dio (salmo 68: "l'Etiopia tenderà le mani a Dio").
La prima attestazione storica di un regno yemenita sabeo risale tuttavia solo all'VIII secolo a.C., cioè tre secoli dopo l'episodio biblico avvenuto al tempo di re Salomone. La prima menzione di un regno sabeo in Arabia meridionale è infatti in un'iscrizione assira del 716 a.C., quando il mukarrib Yathiamar è assoggettato a un tributo dal re di Assiria Sargon II. Questa iscrizione, mentre mostra l'esistenza di un'entità statuale nella regione, indica tuttavia che a quel tempo essa fosse governata da una dinastia patrilineare di principi-sacerdoti, che assunsero il titolo di re. In età greco-romana è invece attestato in Yemen il governo di regine.
In seguito il regno di Saba subì spinte disgregatrici, come si evince dalle campagne militari condotte verso il 700 a.C. dal re Karib'il Watar, figlio di Dhamar'alî, contro la città ribelle di Nashan per opporsi ai suoi tentativi di indipendenza, chiedendo anche l'aiuto dei governanti delle città di Haram e Dekaminahû. Questo sovrano, negli anni dal 689 al 681 a.C., dopo aver distrutto il regno rivale di Awsân, fondò l'impero sabeo con capitale Ma'rib, primo Stato yemenita unito storicamente attestato. Il Regno di Saba subì quindi un attacco da parte del regno di Hadramaut, che stabilì una breve dominazione nel mezzo del VI secolo a.C. con due re stranieri sul trono di Ma'rib, che in seguito dovettero far fronte alla penetrazione di una nuova tribù, quella del regno mercantile di Ma'în, che riconobbe invece la sovranità del regno di Saba e ne divenne vassallo.
A seguito di una guerra nel VI secolo a.C., il regno di Qataban, rivale di Saba, divenne egemone nella regione, eclissando Saba dal 500 al 110 a.C.. Nel corso di questa dominazione, Saba sottomise una nuova tribù araba migrante, quela di Amir, verso il 200 a.C., quindi con il declino progressivo di Qataban riprese la sua influenza nella regione e gradualmente impose di nuovo il suo potere. Con la fine del Regno di Ma'in nel 120 a.C., la regione di Jawf passò nuovamente sotto il controllo di Saba, e l'aristocrazia sabea si appropriò delle regioni di Nashan, Nashq e Manhiyat, mentre il resto era abbandonato alle tribù nomadi.
Ma la caduta di Qataban causò una lotta feroce tra Saba e Hadramaut, che all'inizio del primo secolo d.C. avviò una politica egemonica nella regione, sconfiggendo infine Saba, che fu costretta a riconoscere la sua dominazione. Verso il 100 d.C. il regno di Saba conobbe un'ultima rinascita, che non resisté tuttavia a una nuova potenza, l'Himyar, che stabilì a sua volta il suo impero dal 230 al 532 d.C., durante il quale Saba gradualmente declinò.

## Economia
Il regno conobbe grande floridezza ed era noto per le imponenti opere di regolazione idrica e di irrigazione. Estendeva il suo dominio oltre che sull'Arabia meridionale anche fino alle coste dell'Abissinia.
Florido era il commercio degli aromi indigeni e delle spezie orientali (specialmente l'incenso) che venivano vendute nei paesi del Mediterraneo e dell'India. La prima moneta di Saba, coniata anche in oro, imitava quelle di Atene, riportando persino il suo simbolo della civetta.
La religione di Saba riconosceva la triade mesopotamica, i culti astrali e la venerazione delle divinità con testa di animale. Più tardi vennero introdotti anche l'ebraismo ed il cristianesimo e proprio l'ostilità tra i seguaci di queste due religioni, l'intervento degli abissini che occuparono il Paese nel 525 e la rottura della grande diga di Ma'rib nel 542 causarono la rovina della regione che nel 570 cadde sotto la dominazione persiana per poi convertirsi all'Islam ed entrare a far parte della Umma musulmana.